# Zarządzanie przez zaufanie
Zarządzanie przez zaufanie (zarządzanie zaufaniem, ang. trust management, management by trust, management through trust) – zbiór działań kreowania systemów i metod, które pozwalają uzależnionym jednostkom dokonywać ocen i decyzji odnoszących się do niezawodności potencjalnych operacji zawierających ryzyko, a także umożliwiających ich uczestnikom i właścicielom systemów wzrost i stosowne reprezentowanie wiarygodności własnej oraz ich systemów.
Praktyczne zastosowanie koncepcji zarządzania przez zaufanie wymaga znajomości 18 zasad kreowania zaufania. Świadome i ukierunkowane budowanie zaufania to kluczowy element strategii zarządzania zaufaniem.
Dla zarządzania przez zaufanie istotne są dwa następujące założenia:
1. brak zaufania i podejrzliwość są niejednokrotnie uzasadnione, gdyż w organizacjach rywalizujących i często pozostających w kręgu oddziaływań politycznych koszty zaufania nieodpowiedniemu obiektowi, mogą się okazać dramatyczne w skutkach
2. w potencjalnie niepewnym, niebezpiecznym, ryzykownym otoczeniu trzeba być doskonale zorientowanym, komu można ufać, komu nie i w jakich warunkach można to uczynić.

Ważne jest rozumienie konieczności dostrzegania zagrożeń. W zarządzaniu przez zaufanie nie chodzi o to, żeby nie ufać, lecz aby decydować o tym, w jakim stopniu ufać i jak budować zaufanie.
W kontekście szerokiego spojrzenia na zaufanie, zarządzanie przez zaufanie może być rozpatrywane w dwojaki sposób. Po pierwsze jako proces, w wyniku którego jednostka A osiąga zaufanie innych jednostek. Zaufanie owo jest istotnym kryterium sukcesu i przetrwania, ponieważ skłaniana jednostki do podjęcia współpracy z jednostką A. Nie jest rzadkim zjawiskiem, iż część ludzi usiłuje budować fałszywy obraz własnej wiarygodności z wielu powodów, chociażby dla osobistych korzyści. Po drugie umiejętność właściwej oceny wiarygodności innych jednostek jest równie ważna jak proces budowania własnej wiarygodności.